# Chaussée d'Antin – La Fayette metróállomás
A Chaussée d'Antin – La Fayette egy metróállomás Franciaországban, Párizsban a párizsi metró 7-es és 9-es metróvonalán. Tulajdonosa és üzemeltetője a RATP.

## Metróvonalak
Az állomást az alábbi metróvonalak érintik:
- 7-es metróvonal
- 9-es metróvonal

## Kapcsolódó állomások
A metróállomáshoz az alábbi állomások vannak a legközelebb:
- Opéra (Villejuif – Louis Aragon, Mairie d’Ivry, 7-es metróvonal)
- Le Peletier (La Courneuve – 8 Mai 1945, 7-es metróvonal)
- Havre - Caumartin (Pont de Sèvres, 9-es metróvonal)
- Richelieu – Drouot (Mairie de Montreuil, 9-es metróvonal)